# 虞坤
虞坤（1454年—？），字公載，江西饒州府鄱陽縣人，民籍，明朝政治人物。

## 生平
江西鄉試第九十五名舉人。成化二十三年（1487年）中式丁未科會試第一百五名，三甲第四十四名進士。弘治十一年（1498年）任浙江浦江县知县。

## 家族
曾祖虞忠；祖父虞韶；父虞廷，教諭。嫡母劉氏；生母郝氏。重庆下。兄虞乾。